# 阿爾森茨河
49°48′27″N 7°50′33″E / 49.80750°N 7.84250°E
阿爾森茨河（德語：Alsenz，發音：[ˈalzɛnts] ⓘ）是德國的河流，位於萊茵蘭-普法爾茨州，屬於納厄河的右支流，河道全長57公里，發源自恩肯巴赫-阿尔森博恩，流經温韦勒和羅肯豪森，河口處在巴特明斯特阿姆施泰因-埃伯恩堡。